# Luca Garritano
Luca Garritano (Cosenza, 11 febbraio 1994) è un calciatore italiano, centrocampista del Cosenza.

## Biografia
È il nipote dell'ex calciatore Salvatore Garritano.

## Caratteristiche tecniche
Gioca principalmente come trequartista, ma può agire anche da mezzala o come esterno offensivo su entrambe le fasce a centrocampo, risultando un vero e proprio jolly, dotato di una buona tecnica individuale ed anche un'ottima capacità di corsa, possiede inoltre un buon tiro dalla lunga distanza.

## Carriera

### Club

#### Gli inizi
Comincia a giocare tra le file del Real Cosenza, una scuola calcio del cosentino. All'età di 14 anni viene prelevato dall'Inter.

#### Inter
Tra le file dei milanesi rimane fino alla stagione 2010-2011, quando a gennaio viene ceduto in comproprietà al Cesena nell'operazione che porta Nagatomo ai nerazzurri, rimanendo tuttavia in prestito per le successive due stagioni. Luca si rende così partecipe dello scudetto primavera della stagione 2011-2012, con 8 presenze e due gol all'attivo. Il 4 ottobre 2012 Garritano fa il suo esordio ufficiale con la maglia dell'Inter in Europa League nella gara contro il Neftchi Baku, giocando una ventina di minuti. Il 21 aprile 2013 invece Luca, alla prima convocazione in Serie A, fa il suo esordio contro il Parma subentrando al 77′ a Ezequiel Schelotto.

#### Cesena e Modena
Il 14 luglio seguente parte per il ritiro del Cesena ad Acquapartita; il 20 del mese precedente era stata rinnovata la comproprietà tra Inter e Cesena. Esordisce in Serie B l'8 settembre contro la Virtus Lanciano; nel corso della stagione segna in totale 2 gol in 25 presenze e gioca altre 3 partite senza segnare nei play-off della serie cadetta. A seguito del rinnovo della compartecipazione tra l'Inter e il Cesena, viene confermato fra le file della squadra romagnola anche nella stagione successiva, disputata in Serie A dopo la promozione della stagione precedente.
Dopo sole 6 presenze nella massima serie, l'8 gennaio 2015 passa in prestito al Modena in Serie B.
Al Modena il suo talento viene apprezzato solo in parte a causa di una certa discontinuità di rendimento, tuttavia risulta comunque determinante nei play-out giocati contro la Virtus Entella, segnando una doppietta nella gara di andata, che porta il risultato sul 2-2 finale dopo che i canarini si erano trovati sotto di due reti.
Il 25 giugno seguente, data ultima per la scadenza delle comproprietà, il Cesena riscatta l'intero cartellino del giocatore per 50.000 euro; l'Inter mantiene però una prelazione di acquisto per il futuro.
A luglio prende parte al ritiro dei romagnoli.

#### Chievo e Carpi
Il 29 giugno 2017 viene ufficializzato il suo passaggio a titolo definitivo al Chievo. Con i veneti debutta il 12 agosto nella gara di Coppa Italia contro l'Ascoli, vinta per 2-1.
Dopo aver giocato 11 gare con i clivensi senza andare in gol, il 31 gennaio 2018 viene ceduto in prestito fino al termine della stagione al Carpi. Debutta con gli emiliani il 3 febbraio nella sconfitta in casa della Salernitana (2-1). Chiude la stagione senza segnare, nonostante sia autore di 4 assist.

#### Cosenza
Il 17 agosto 2018 viene ceduto in prestito al Cosenza, club della sua città natale. Il debutto con i silani avviene il 22 settembre, in occasione della partita interna col Livorno (1-1). Il 1º dicembre segna il suo primo gol, mettendo a segno la marcatura del definitivo 2-1 al Padova. Segna successivamente con il Lecce (persa per 3-1) e con la Salernitana (vinta per 1-2). Chiude la stagione con 26 presenze e 3 gol, ed a fine stagione torna al Chievo.

#### Ritorno al Chievo
Il 23 febbraio 2020 segna il primo gol con la maglia del Chievo, che permette alla sua squadra di prevalere sul campo del Pordenone. Termina l'annata con quattro reti all'attivo, di cui una del turno preliminare play-off contro l'Empoli. Nella stagione successiva diventa un punto fermo dell'undici titolare, offrendo un rendimento molto alto che gli permette di chiudere come miglior realizzatore della squadra con 9 marcature.

#### Frosinone
Dopo lo svincolo dal Chievo, il 7 agosto 2021 si trasferisce a titolo definitivo al Frosinone, con cui firma un contratto fino al 2024. Il 17 settembre segna il primo gol con i ciociari, nella trasferta in casa del Como, vinta per 2-0.
Il 2 luglio 2024, in occasione della presentazione del nuovo tecnico del Frosinone Vincenzo Vivarini, viene annunciato il prolungamento del contratto per un ulteriore anno, fino al 30 giugno 2025.

#### Ritorno al Cosenza
Il 31 gennaio 2025 fa ritorno al Cosenza, questa volta a titolo definitivo.

### Nazionale
Conta numerose presenze con le Nazionali Under-18, Under-19 ed Under-20.
Esordisce con la nazionale Under-21 l'8 ottobre 2015, entrando al posto di Boateng nei minuti finali della partita Slovenia-Italia (0-3).

## Statistiche

### Presenze e reti nei club
Statistiche aggiornate al 16 marzo 2025.
| Stagione         | Squadra          | Campionato       | Campionato | Campionato | Coppe nazionali | Coppe nazionali | Coppe nazionali | Coppe continentali | Coppe continentali | Coppe continentali | Altre coppe | Altre coppe | Altre coppe | Totale | Totale |
| Stagione         | Squadra          | Comp             | Pres       | Reti       | Comp            | Pres            | Reti            | Comp               | Pres               | Reti               | Comp        | Pres        | Reti        | Pres   | Reti   |
| ---------------- | ---------------- | ---------------- | ---------- | ---------- | --------------- | --------------- | --------------- | ------------------ | ------------------ | ------------------ | ----------- | ----------- | ----------- | ------ | ------ |
| 2012-2013        | Inter            | A                | 3          | 0          | CI              | -               | -               | UEL                | 2                  | 0                  | -           | -           | -           | 5      | 0      |
| 2013-2014        | Cesena           | B                | 25+3       | 2+0        | CI              | 2               | 1               | -                  | -                  | -                  | -           | -           | -           | 30     | 3      |
| 2014-gen. 2015   | Cesena           | A                | 6          | 0          | CI              | 0               | 0               | -                  | -                  | -                  | -           | -           | -           | 6      | 0      |
| gen.-giu. 2015   | Modena           | B                | 21+2       | 3+2        | CI              | -               | -               | -                  | -                  | -                  | -           | -           | -           | 23     | 5      |
| 2015-2016        | Cesena           | B                | 29         | 3          | CI              | 1               | 0               | -                  | -                  | -                  | -           | -           | -           | 30     | 3      |
| 2016-2017        | Cesena           | B                | 38         | 3          | CI              | 5               | 1               | -                  | -                  | -                  | -           | -           | -           | 43     | 4      |
| Totale Cesena    | Totale Cesena    | Totale Cesena    | 98+3       | 8          |                 | 8               | 2               |                    | -                  | -                  |             | -           | -           | 109    | 10     |
| 2017-gen. 2018   | Chievo           | A                | 11         | 0          | CI              | 2               | 0               | -                  | -                  | -                  | -           | -           | -           | 13     | 0      |
| gen.-giu. 2018   | Carpi            | B                | 19         | 0          | CI              | -               | -               | -                  | -                  | -                  | -           | -           | -           | 19     | 0      |
| 2018-2019        | Cosenza          | B                | 26         | 3          | CI              | -               | -               | -                  | -                  | -                  | -           | -           | -           | 26     | 3      |
| 2019-2020        | Chievo           | B                | 31+3       | 3+1        | CI              | 1               | 0               | -                  | -                  | -                  | -           | -           | -           | 35     | 4      |
| 2020-2021        | Chievo           | B                | 38+1       | 8+1        | CI              | 1               | 0               | -                  | -                  | -                  | -           | -           | -           | 40     | 9      |
| Totale Chievo    | Totale Chievo    | Totale Chievo    | 80+4       | 11+2       |                 | 4               | 0               |                    | -                  | -                  |             | -           | -           | 88     | 13     |
| 2021-2022        | Frosinone        | B                | 32         | 2          | CI              | 0               | 0               | -                  | -                  | -                  | -           | -           | -           | 32     | 2      |
| 2022-2023        | Frosinone        | B                | 34         | 3          | CI              | 1               | 0               | -                  | -                  | -                  | -           | -           | -           | 35     | 3      |
| 2023-2024        | Frosinone        | A                | 12         | 0          | CI              | 3               | 0               | -                  | -                  | -                  | -           | -           | -           | 15     | 0      |
| 2024-gen. 2025   | Frosinone        | B                | 14         | 0          | CI              | 1               | 0               | -                  | -                  | -                  | -           | -           | -           | 15     | 0      |
| Totale Frosinone | Totale Frosinone | Totale Frosinone | 92         | 5          |                 | 5               | 0               |                    | -                  | -                  |             | -           | -           | 97     | 5      |
| gen.-giu. 2025   | Cosenza          | B                | 5          | 0          | CI              | -               | -               | -                  | -                  | -                  | -           | -           | -           | 5      | 0      |
| Totale Cosenza   | Totale Cosenza   | Totale Cosenza   | 31         | 3          |                 | 0               | 0               |                    | -                  | -                  |             | -           | -           | 31     | 3      |
| Totale Carriera  | Totale Carriera  | Totale Carriera  | 344+9      | 30+4       |                 | 17              | 2               |                    | 2                  | 0                  |             | -           | -           | 372    | 36     |

### Cronologia presenze e reti in nazionale
| Cronologia completa delle presenze e delle reti in nazionale ― Italia under 21 | Cronologia completa delle presenze e delle reti in nazionale ― Italia under 21 | Cronologia completa delle presenze e delle reti in nazionale ― Italia under 21 | Cronologia completa delle presenze e delle reti in nazionale ― Italia under 21 | Cronologia completa delle presenze e delle reti in nazionale ― Italia under 21 | Cronologia completa delle presenze e delle reti in nazionale ― Italia under 21 | Cronologia completa delle presenze e delle reti in nazionale ― Italia under 21 | Cronologia completa delle presenze e delle reti in nazionale ― Italia under 21 |
| Data                                                                           | Città                                                                          | In casa                                                                        | Risultato                                                                      | Ospiti                                                                         | Competizione                                                                   | Reti                                                                           | Note                                                                           |
| ------------------------------------------------------------------------------ | ------------------------------------------------------------------------------ | ------------------------------------------------------------------------------ | ------------------------------------------------------------------------------ | ------------------------------------------------------------------------------ | ------------------------------------------------------------------------------ | ------------------------------------------------------------------------------ | ------------------------------------------------------------------------------ |
| 8-10-2015                                                                      | Capodistria                                                                    | Slovenia under 21                                                              | 0 – 3                                                                          | Italia under 21                                                                | Qual. Europeo Under-21 2017                                                    | -                                                                              | 87’                                                                            |
| 13-10-2015                                                                     | Vicenza                                                                        | Italia under 21                                                                | 1 – 0                                                                          | Irlanda under 21                                                               | Qual. Europeo Under-21 2017                                                    | -                                                                              | 88’                                                                            |
| 13-11-2015                                                                     | Novi Sad                                                                       | Serbia under 21                                                                | 1 – 1                                                                          | Italia under 21                                                                | Qual. Europeo Under-21 2017                                                    | -                                                                              | 62’ 78’                                                                        |
| 17-11-2015                                                                     | Castel di Sangro                                                               | Italia under 21                                                                | 2 – 0                                                                          | Lituania under 21                                                              | Qual. Europeo Under-21 2017                                                    | -                                                                              | 85’                                                                            |
| 24-3-2016                                                                      | Waterford                                                                      | Irlanda under 21                                                               | 1 – 4                                                                          | Italia under 21                                                                | Qual. Europeo Under-21 2017                                                    | -                                                                              | 65’                                                                            |
| 29-3-2016                                                                      | Andorra la Vella                                                               | Andorra under 21                                                               | 0 – 1                                                                          | Italia under 21                                                                | Qual. Europeo Under-21 2017                                                    | -                                                                              | 53’                                                                            |
| 2-6-2016                                                                       | Venezia                                                                        | Italia under 21                                                                | 0 – 1                                                                          | Francia under 21                                                               | Amichevole                                                                     | -                                                                              | 54’                                                                            |
| 10-8-2016                                                                      | San Benedetto del Tronto                                                       | Italia under 21                                                                | 0 – 0                                                                          | Albania under 21                                                               | Amichevole                                                                     | -                                                                              | 75’                                                                            |
| 6-9-2016                                                                       | La Spezia                                                                      | Italia under 21                                                                | 3 – 0                                                                          | Andorra under 21                                                               | Qual. Europeo Under-21 2017                                                    | -                                                                              | 80’                                                                            |
| 10-11-2016                                                                     | Southampton                                                                    | Inghilterra under 21                                                           | 3 – 2                                                                          | Italia under 21                                                                | Amichevole                                                                     | -                                                                              | 76’                                                                            |
| 14-11-2016                                                                     | Bergamo                                                                        | Italia under 21                                                                | 0 – 0                                                                          | Danimarca under 21                                                             | Amichevole                                                                     | -                                                                              | 61’                                                                            |
| 27-6-2017                                                                      | Cracovia                                                                       | Italia under 21                                                                | 1 – 3                                                                          | Spagna under 21                                                                | Europeo Under-21 2017 - Semifinale                                             | -                                                                              | 87’                                                                            |
| Totale                                                                         |                                                                                | Presenze                                                                       | 12                                                                             |                                                                                | Reti                                                                           | 0                                                                              |                                                                                |

## Palmarès

### Club

#### Competizioni giovanili
- Campionato Primavera: 1

Inter: 2011-2012
- NextGen Series: 1

Inter: 2011-2012
- Torneo Città di Arco: 1

Inter: 2011

#### Competizioni nazionali
- Campionato italiano di Serie B: 1

Frosinone: 2022-2023